# 矢车菊素
矢车菊素（cyanidin）是最常见的花青素之一，广泛存在于多种植物的花、果甚至茎叶中。

## 糖苷衍生物
由矢车菊素衍生的花色素苷种类繁多，以下是其中的几种：
- 矢车菊苷（英语：cyanin）
- 矢车菊青苷（centaurocyanin / cyanidin-3-O-(6-O-succinylglucoside)-5-O-glucoside）：蓝色矢车菊花中主要的花色素苷。[1]
- 樱桃青苷（英语：antirrhinin）
- 丽春花青苷（mecocyanin / cyanidin-3-O-sophoroside）：其结构原先被认为是。[2]
- 菊红苷（英语：chrysanthemin）
- 越橘苷（英语：ideain）